# Sasso di San Zanobi
Il Sasso di San Zanobi (chiamato Sasso di San Zenobi in Emilia-Romagna) è una formazione rocciosa che si trova nell'Appennino tosco-romagnolo, nella valle del torrente Diaterna, a poca distanza dal passo della Raticosa, in località Caburaccia (comune di Firenzuola). In questo luogo si trovava anche la chiesetta di San Zanobi, distrutta dal passaggio della guerra, segnata nel libro delle decime del 1299.
Il Sasso di San Zanobi è un'ofiolite (dalle parole greche ofis, serpente, e lithos, roccia), a causa della presenza di striature verdastre e violacee che la percorrono. Le ofioliti sono frammenti di antica crosta oceanica che sono scampati alla distruzione in aree di subduzione, e sono stati obdotti su un margine continentale. Come tali, la loro origine era basaltica. Il Sasso di San Zanobi è un frammento di crosta oceanica a composizione basaltica e parzialmente metamorfizzato (minerali metamorfici quali serpentino e talco sono presenti nella roccia).
Il sasso di San Zanobi si innalza vicino al luogo in cui sorgeva l'omonima chiesetta e dove nel Medioevo la famiglia Ubaldini possedeva una rocca. In questa zona si trovano due piccoli monti ferrigni, che non hanno molta affinità col vicino terreno cretaceo.

Non molto distanti dal Sasso di San Zanobi si trovano altre due ofioliti: il Sasso della Mantesca e il Sasso delle Macine.

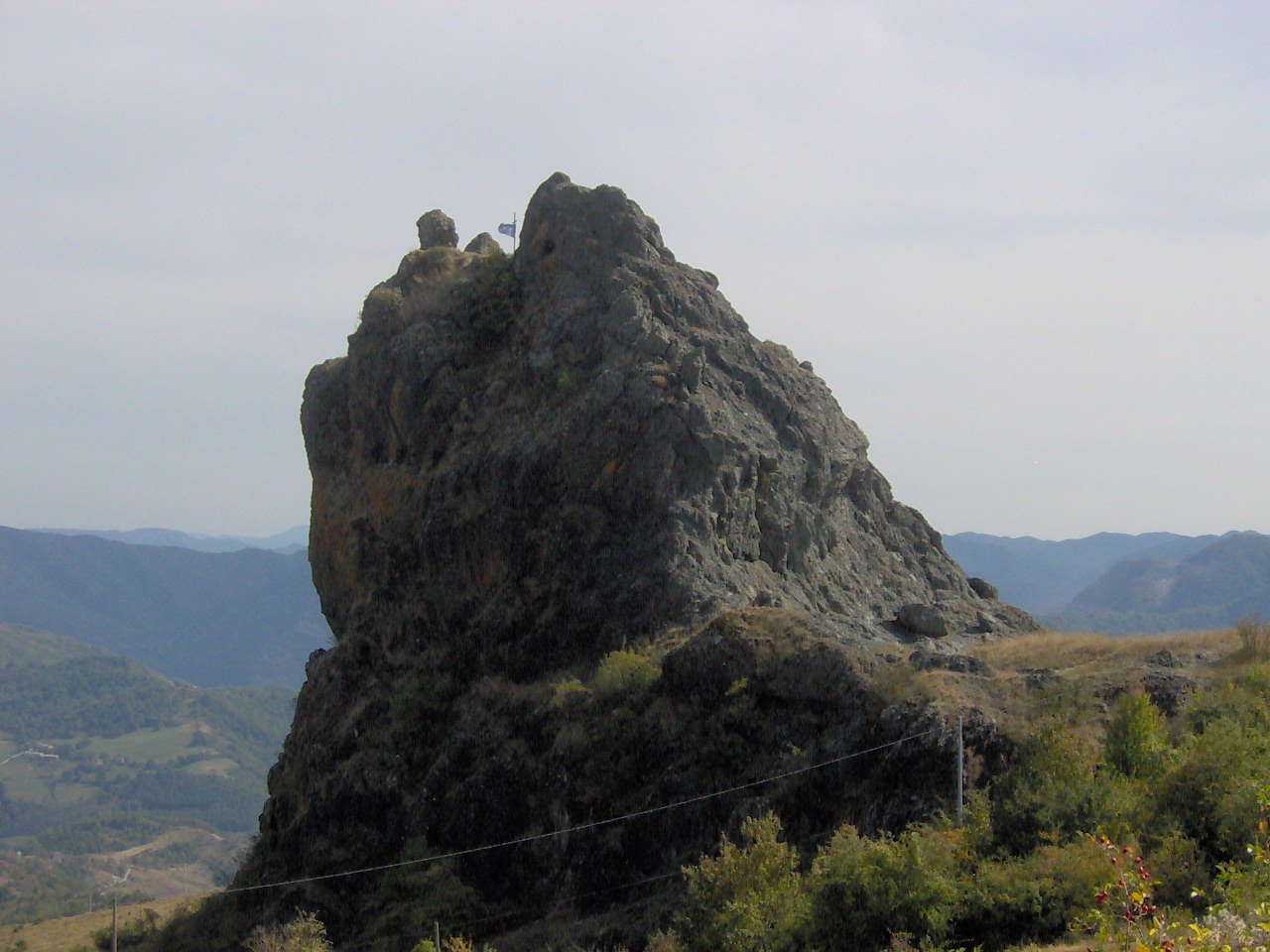
Sasso di San Zanobi.

## Leggenda del Sasso di San Zanobi

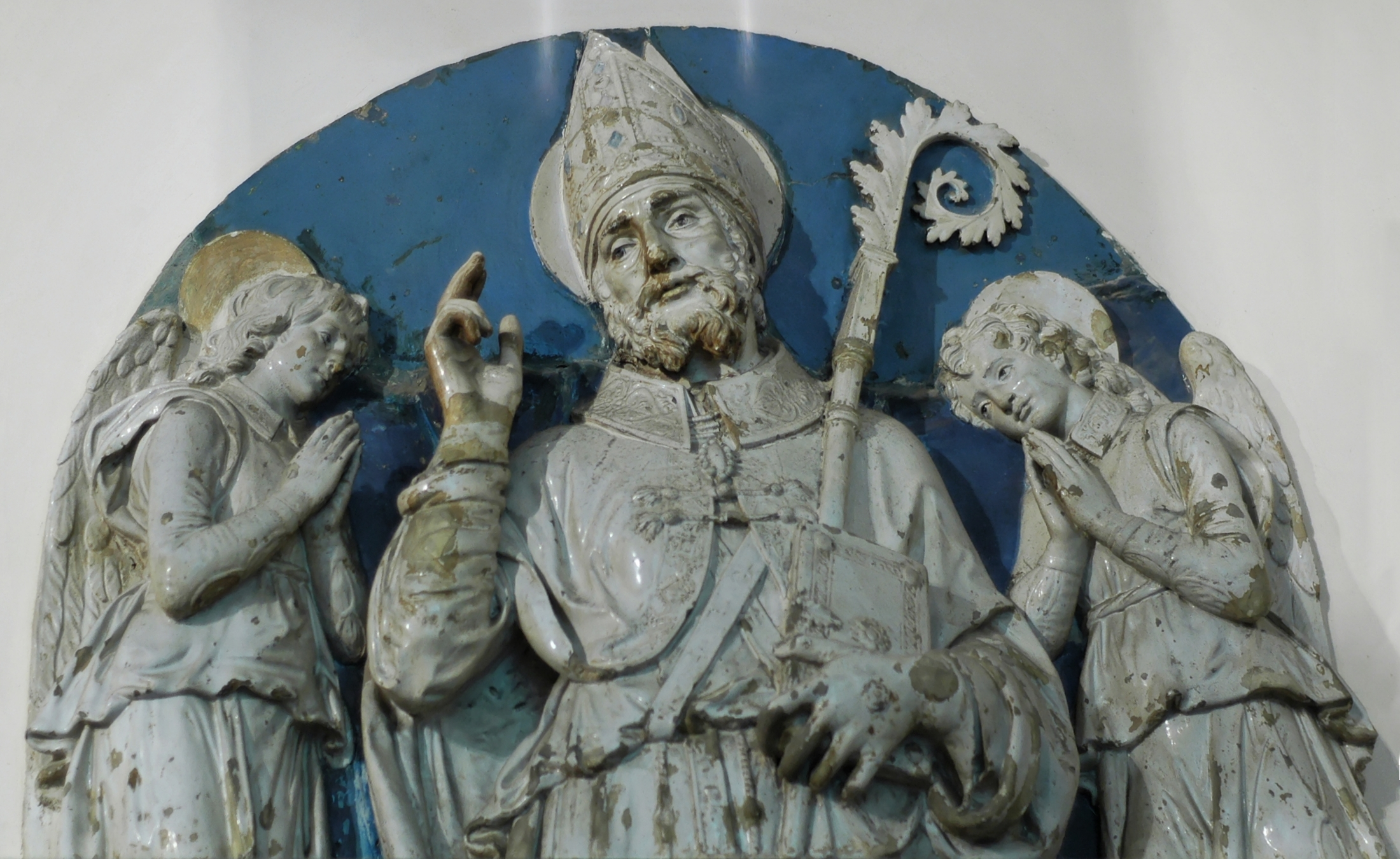
San Zanobi, di Andrea della Robbia

Nel IV secolo, il vescovo sant'Ambrogio di Milano si incontrò col vescovo di Firenze san Zanobi, vicino a Malomonte, dove quest'ultimo si era recato per la sua opera pastorale. In seguito a questo incontro, san Zanobi sentì raddoppiare le proprie forze ed ottenne nuove conversioni nella zona tra la Diaterna, Caburaccia e l'Idice.
Secondo la leggenda, il diavolo convocò allora un concilio infernale, per stabilire il modo di porre termine alle conversioni e propose a san Zanobi una scommessa, secondo la quale chi avesse portato dall'Idice fino alla cima della collina il più grosso macigno sarebbe stato il vincitore e avrebbe preso tutte le anime. San Zanobi si affidò a Dio e firmò questo patto. Il demonio raccolse un macigno e se lo mise sulle spalle con molta fatica e si incamminò, San Zanobi raccolse un macigno molto più grande sollevandolo con leggerezza e tenendolo sul dito mignolo e, superato il diavolo, lo posò nel luogo dove oggi si trova. Il demonio allora vedendo che aveva perso la scommessa andò su tutte le furie e gettò il suo macigno che andò in frantumi fra fuoco e fiamme (trattasi del Sasso della Mantesca, situato a non molta distanza dal Sasso di San Zanobi, nella vicina valle del Sillaro).

## Festa
La «festa di San Zanobi» si celebra ai piedi del Sasso la prima domenica di luglio.

## Nel cinema e in televisione
Il Sasso di San Zanobi è mostrato all'inizio del film La settimana della Sfinge di Daniele Luchetti, del 1990; anche se poi, vedendo il prosieguo del film, la sceneggiatura dà l'impressione, ovviamente sbagliata, che sia ubicato nell'Appennino vicino a Rimini.
Il Sasso di San Zanobi nel 2011 è stato ripreso a lungo durante il programma di Rai Uno Easy Driver.